# Бойцова, Виктория Валентиновна
Виктория Валентиновна Бойцова (род. 2 сентября 1965, Уфа) — российский юрист, специалист по конституционному праву России и иностранных государств; выпускница юридического факультета Кемеровского государственного университета (1987), доктор юридических наук с диссертацией о правовом институте омбудсмена (1995); профессор кафедры конституционного и муниципального права МГЮА (1997); соавтор проекта закона «Об Уполномоченном по правам человека в Российской Федерации».

## Биография
Виктория Бойцова родилась 2 сентября 1965 года в Уфе; в 1982 году она окончила среднюю школу в городе Калинин (с золотой медалью) и поступила на юридический факультет Кемеровского государственного университета. В 1987 году получила высшее образование (с отличием), став юристом. В период с 1988 по 1991 год училась в аспирантуре Ленинградского государственного университета (очная форма), по окончании которой стала кандидатом юридических наук, защитив диссертацию на тему «Роль общего надзора прокуратуры в укреплении правовой основы государственного управления».
Начиная с 1991 года Бойцова читала на юридическом факультете Тверского государственного университета курсы лекций по темам «Правоохранительные органы», «Конституционное право России» и «Уголовное право», а также вела специальные курсы для студентов «Суд, прокуратура и полиция за рубежом» и «Права человека». В 1993 году получила государственную научную стипендию для молодых исследователей и прошла научную стажировку в Институте международного частного и сравнительного права, действовавшем при Оснабрюкском университете в Германии. Затем она проходила докторантуру в московском Институте законодательства и сравнительного проведения при Правительстве РФ.
В период с 1993 по 1995 год Бойцова состояла членом проектной группы комиссии по правам человека, созданной при Президенте России: являлась соавтором проекта федерального закона «Об Уполномоченном по правам человека в Российской Федерации», а также — проекта московского закона «О защитнике прав сирот». В 1995 году успешно защитила в Московской государственной юридической академии (МГЮА) докторскую диссертацию, выполненную под научным руководством профессора Вадима Пертцика, по теме «Правовой институт омбудсмена в системе взаимодействия государства и гражданского общества». В декабре того же года получила подтверждение степени от ВАК и стала профессором на кафедры конституционного права и прокурорского надзора Тверского университета.
В январе-июле 1996 года Бойцова — в рамках программы культурного и научного сотрудничества между Россией и Нидерландами — проводила научные исследования на юридическом факультете Амстердамского свободного университета в Нидерландах. Основой сотрудничество стало двустороннее соглашения «о прямых партнерских связях», подписанное между Тверским государственным университетом и Свободным университетом города Амстердам. Одновременно, с января 1996 по 1998 год, работала над международным научным проектом «Голландская правовая культура»: результатом стала монография «Голландская правая культура» и книга «Правовая система Нидерландов», а также — серия статей, вышедшая в российских научных юридических журналах.
В сентябре 1997 года Бойцова стала профессором кафедры конституционного права и муниципального права, являвшейся частью Московской государственной юридической академии; занимала данный пост до середины января 2005 года. В 1998 году стала членом Ассоциации международного права, а через год — вошла в экспертный совет при российском Уполномоченном по правам человека. В 2000 году она принимала участие в подготовке экспертно-аналитической оценки «Государственное строительство в сложнопостроенных субъектах РФ (на примере Тюменской области)», организованной фондом ИНДЕМ.
Летом 2000 года Бойцова проходила стажировку на юридическом факультете Центрально-Европейского университета в Будапеште. В том же году она получила грант от Фонда содействия Института «Открытое общество», направленного на проведение исследований по проекту «Конституционное право России и зарубежных стран в сравнительной перспективе». Затем она получила грант на проведение исследований по проекту «Конституционные институты в переходный период (на примере омбудсманов в Венгрии, Польше и России)».
С 2001 году Бойцова стала вице-президентом московской некоммерческой организации «Научно-исследовательский центр правовых культур» (НИЦПК). Через год стала главным редактором журналов «Российский журнал сравнительного права», «Европейские правовые культуры: электронный журнал» и «Европейские правовые культуры», а также — членом редколлегий изданий «Журнал международного публичного и частного права» и «Государственная власть и местное самоуправление». В период с 2005 по 2011 год вела научно-исследовательскую деятельность в НИЦПКе.
В 2010 году Виктория Бойцова получила получение от профессоров Э. Шраге и Э. Р. Бланкенбурга для работы в библиотеках Нидерландов; целью проекта было завершение работы над темой «Российская и голландская правовые культуры в сравнении». В 2011 году стала «гостем-исследователем» в группе профессора Кристиана фон-Бара, являвшегося директором оснабрюкского Института Европейских правовых исследований, для завершения работы над переводом Европейского Гражданского кодекса — «Принципы, дефиниции и модельные правила Европейского частного права (Проект Общих Рамок Отсылок)».

## Работы
Виктория Бойцова является автором и соавтором более 100 научных публикаций, включая несколько монографии; она специализируется, в основном, на публичном праве, проблемах прав человека в РФ и европейском праве:
- «Реабилитация необоснованно осужденных в современных правовых системах» (Тверь, 1993);
- «Народный правозащитник: статус и функционирование. Опыт сравнительного изучения с авторскими комментариями». Ч. 1, 2 (Тверь, 1994—1995);
- «Служба защиты прав человека: мировой опыт» (М., 1997);
- «Голландская правовая культура» (М., 1997);
- «Грамматика свободы: конституционное право России и зарубежных стран (англосаксонская, континентальная и иные правовые системы)» (М., 2001).

## Награды
- Золотая медаль и премия за книгу «Служба защиты прав человека: мировой опыт» (1996) — по результатам 7-го конкурса для молодых ученых государств-членов СНГ от Европейской академии (1998).
- Медаль РАН для молодых ученых за цикл монографий и работ по темам «Голландская правовая культура, компаративизм в праве, защита прав человека и гражданина» (2000) — по итогам II-го конкурса, посвященного 275-летию РАН.